# 산루카르데바라메다
산루카르데바라메다(Sanlúcar de Barrameda)는 스페인 안달루시아 지방의 주인 카디스주의 도시로, 인구는 65,805명(2009년 기준), 면적은 170.93km2이다.

## 같이 보기
- 코스타데라루스